# Vorstengraf (Eigenbilzen)
Het Vorstengraf bij Eigenbilzen is een brandheuvel (een type grafheuvel) uit de ijzertijd (ca. 400 v. Chr.). Door de zeer rijke grafgiften wordt het aangeduid als vorstengraf.
Het vorstengraf ligt op de Cannesberg en werd in 1871 ontdekt. Er werd as aangetroffen in een Etruskische situla (bronzen emmer). Ook werden er twee wijnkannen van brons aangetroffen, waarvan één Etruskisch is (een snavelkan) en de ander (een tuitkan) een Keltische oorsprong heeft. Daarnaast werd nog een sierband van goud van Keltische oorsprong gevonden. Deze vondsten zijn tegenwoordig onderdeel van de collectie van de Koninklijke Musea voor Kunst en Geschiedenis in Brussel.